# Jeunes Gens dans la ville
Pour plus de détails, voir Fiche technique et Distribution.
Jeunes Gens dans la ville (Junge Leute in der Stadt) est un film romantique est-allemand réalisé par Karl Heinz Lotz (de), sorti en 1985. Il s'agit d'une adaptation du roman homonyme de Rudolf Braune publié en 1932.

## Synopsis
Une journée dans la vie de plusieurs jeunes Berlinois qui seront amenés à se croiser, dans le Berlin de la fin des années 1920, dans le contexte de la Grande Dépression.

## Fiche technique
- Titre original : Junge Leute in der Stadt
- Titre français : Jeunes Gens dans la ville[2],[3]
- Réalisateur : Karl Heinz Lotz (de)
- Scénario : Karl Heinz Lotz (de) d'après l'ouvrage homonyme de Rudolf Braune
- Photographie : Günter Haubold (de)
- Montage : Helga Gentz
- Musique : Andreas Aigmüller (de)
- Sociétés de production : Deutsche Film AG
- Pays de production :  Allemagne de l'Est
- Langue de tournage : allemand
- Format : Noir et blanc et couleur Orwo - 1,66:1 - Son mono - 35 mm
- Durée : 88 minutes
- Genre : Romance
- Dates de sortie :
  - Allemagne de l'Est : 21 novembre 1985

## Distribution
- Mirko Haninger : Emanuel
- Maria Probosz : Susi
- Beata Maj-Dobal : Gerda
- Jochen Noch (de) : Langlotz
- Ulrike Krumbiegel (de) : Frieda
- Sylvester Groth : Reinhardt
- Andreas Schumann (de) : Fritz, le chauffeur de taxi
- Lutz Hollburg : Samuel, le maître de ballet
- André Hennicke : Robert
- Stefan Martin Müller (de) : le policier Korn
- Wolfgang Krause (de) : le conférencier
- Volker-Friedemann Seumel : le partenaire
- Ingolf Ahrndt : un danseur
- Siegfried Wende : un danseur
- Hermann Beyer : le machiniste